# 1020 pr. n. št.

## Dogodki

### Ustanovitve
- Združeno izraelsko kraljestvo, ukinjeno 930 pr. n. št.